# Bundesverband Bürgerinitiativen Umweltschutz
Der Bundesverband Bürgerinitiativen Umweltschutz (BBU) e. V. ist ein Dachverband der Bürgerinitiativen im Umweltschutzbereich. Der Verein wurde am 24. Juni 1972 von den ersten umweltpolitischen Initiativen gegründet und ist als gemeinnützig anerkannt.
Zu den Arbeitsschwerpunkten gehören die Forderung nach einem sofortigen Atomausstieg, die Förderung erneuerbarer Energien und somit der Schutz des Klimas, der Gewässerschutz, eine nachhaltige Verkehrspolitik, Gesundheit (u. a. Vermeidung von Innenraumschadstoffen).

## Geschichte
In der Bundesrepublik gab es vor 1970 viele lokale Umwelt- und Naturschutzinitiativen, die jedoch kaum bundesweite Aufmerksamkeit erhielten. Nur der in seinen Zielen diffuse, international tätige Weltbund zum Schutz des Lebens hatte um tausend teilweise rechtsextreme deutsche Mitglieder, die „Interessengemeinschaft zur Bekämpfung des Flugzeuglärms“ etwa 15 000 Mitglieder (1966). Erst um 1970 brachte der sozialliberale Aufbruch mehr und mehr Umweltinitiativen hervor. War der Naturschutz bisher eher von konservativen Menschen vertreten worden, so erweiterte sich das politische Spektrum nun. Dabei ging es um Gift in der Nahrung, Radioaktivität und Wasserverseuchung. Gordon Taylors „Das Selbstmordprogramm“ erreichte 1970 in der BRD fünf Auflagen mit insgesamt 50 000 Exemplaren. Im Jahr 1972 folgte mit noch größerem Erfolg Dennis Meadows Grenzen des Wachstums. Im Bundestagswahlkampf 1972 wurde die „Lebensqualität“ zum zentralen Begriff. Zunächst taten sich regionale Initiativen zusammen: die Rhein-Main-Aktion gegen Umweltzerstörung (1970), die Rhein-Ruhr-Aktion (1971) oder in der Rhein-Neckar-Region. Der BBU vereinigte ab 1972 bis zu etwa tausend Organisationen mit bis zu 500 000 Mitgliedern (Zahlen schwankend).
Ab 1973 bestimmte die Anti-Atomkraft-Bewegung den Arbeitsschwerpunkt. Mitte der 1970er Jahre, nach dem gewaltlosen Kampf um das Kernkraftwerk Wyhl, waren – neben Einzelpersonen – immer mehr westdeutsche Bürgerinitiativen (einschließlich der im Elsass) im BBU organisiert, von denen ein Großteil sich vorrangig im Kampf gegen die Nutzung der Atomenergie engagierte. Dabei ging es anfangs eher um die Flusserwärmung und die weinbauschädigende Strahlung, weniger um Unfälle und Abfall. Der BBU hat auf diesem Weg maßgeblich dazu beigetragen, die Bürgerinitiativbewegung in Deutschland zu verankern. Der Gründungsvorsitzende war Horst Zilleßen vom Sozialwissenschaftlichen Institut der Evangelischen Kirche, dann folgte 1973 der AKW-Aktivist Hans Helmuth Wüstenhagen (1923–1996), der 1977 zurücktrat, als ihm vorgeworfen wurde, kommunistische Mitglieder zu verunglimpfen. Danach gab es drei gleichberechtigte Vorsitzende, von denen besonders der spätere saarländische Umweltminister Jo Leinen prominent wurde.
Als sich die Grünen als politische Partei ab 1978 etablierten, wurde dies im BBU begrüßt, aber auch auf Distanz geachtet, um überparteilich bleiben zu können. Wichtige Personen, die Mitglied im Vorstand des BBU waren, haben die Geschichte der Umweltbewegungen begleitet und gestärkt und waren später in Europapolitik, Bundestag oder in internationalen Umwelt- und Agenda 21-Verbänden vertreten wie Petra Kelly, Eva Quistorp, Roland Vogt, Christa Reetz, Eberhard Walde. Einige arbeiteten auch in der SPD wie Jo Leinen. In den 1980er Jahren war der BBU auch in der westdeutschen Friedensbewegung gegen den NATO-Doppelbeschluss tätig und organisierte Ostermärsche. 

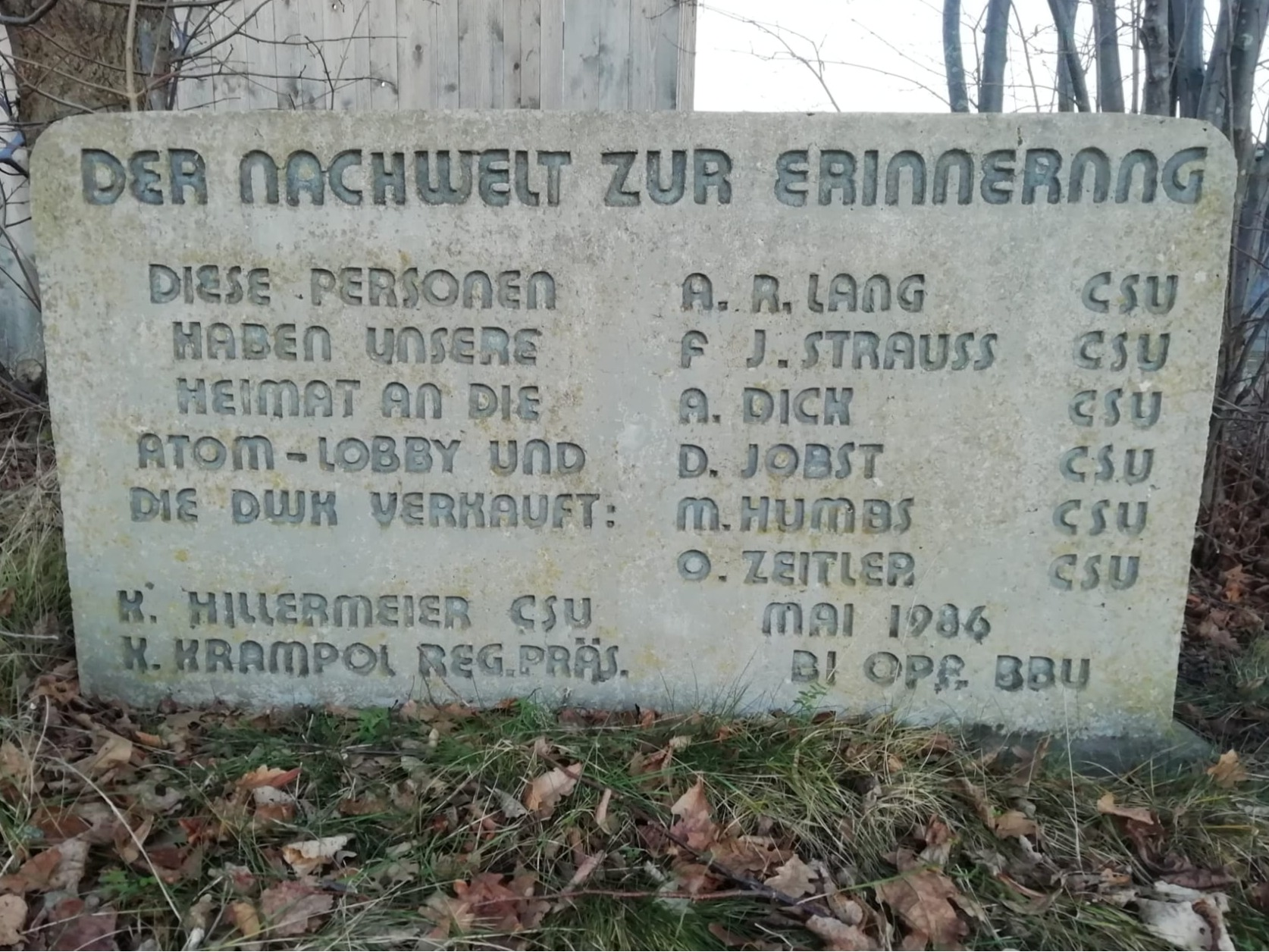
Anti-WAA-Gedenkstein

Die BBU unterstützte in den 1980er Jahren auch den erfolgreichen Kampf gegen die atomare Wiederaufarbeitungsanlage Wackersdorf (WAA). Noch heute zeugt das 1986 errichtete Anti-WAA-Denkmal in Altenschwand davon.

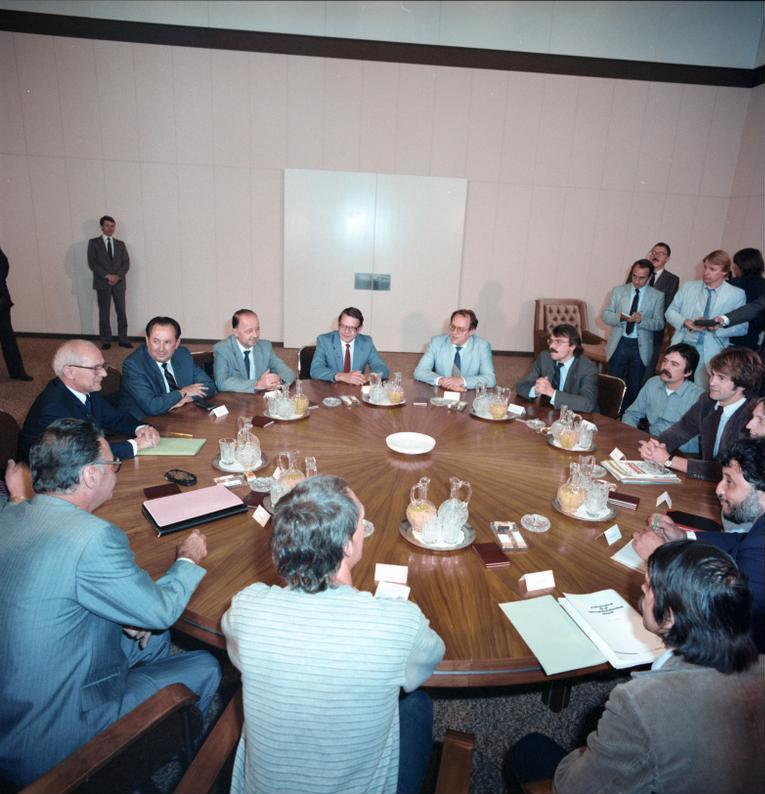
Der Generalsekretär des ZK der SED und Vorsitzende des Staatsrates der DDR, Erich Honecker, empfing 1984 eine in die DDR eingeladene Abordnung des Bundesverbandes Bürgerinitiative Umweltschutz e. V. (BBU) aus der BRD zu einem Meinungsaustausch.

Zu den ostdeutschen Umweltgruppen der Opposition gab es nur schwache Kontakte, während in der Friedensbewegung eine Zusammenarbeit mit SED-nahen Gruppen bestand, die in den Besuch Jo Leinens bei Erich Honecker 1984 einflossen. Doch blieb das DDR-Milieu dem BBU fremd. In den östlichen Bundesländern ist der BBU nach wie vor kaum vertreten. Eine dem BBU in etwa vergleichbare Organisation ist dort das ökologische Netzwerk Grüne Liga.
Der BBU ist seit Ende 2005 wieder Mitglied im Europäischen Umweltbüro (EEB). Der Verein gehört seit 2003 der Kooperation für den Frieden an.

## Organisation
Sowohl Einzelpersonen als auch Gruppen und eingetragene Vereine können Mitglied beim BBU werden. Aufgrund des dezentralen Organisationsprinzips gibt es keine Untergliederung in Landesverbände oder ähnliches, wohl aber einzelne Landesverbände, die selbst als eingetragene Vereine organisiert sind, wie zum Beispiel den Landesverband Bürgerinitiativen Umweltschutz (LBU) Niedersachsen. Jede Mitgliedsinitiative und auch die Arbeitskreise des Vereins arbeiten im Rahmen der Zielsetzung des BBU selbständig. Zu den Aufgaben des BBU gehört seit seiner Gründung die Koordination und Vernetzung der einzelnen Bürgerinitiativen über die Geschäftsstelle in Bonn. Darüber hinaus fungiert er zunehmend als „Lobbyverband“ auf Bundesebene im Interesse des gemeinsamen Ziels, der Sicherung der natürlichen Lebensgrundlagen. Die Finanzierung des BBU erfolgt durch Mitgliedsbeiträge und Spenden. Viele Mitgliedsverbände entsenden zur Mitgliederversammlung keine Delegierten. Praktisch bestimmen 80 bis 100 größere Gruppen den Kurs.